# Имру ел Кајс ибн Амр
Имру ел Каис ибн Амр (арапски: امرؤ القيس بن عمرو‎‎) (? - 328) је био други лахмидски краљ, односно први који се преобратио у хршћанство. Наследио је оца Амр ибн Адија. Његова мајка је била Марија бинт Амр, сестра Каб ел Аздија. Према неким изворима у сукобу између Персије и Рима ставио се на римску страну. На једном натпису се прогласио "краљем свих Арапа", односно тврдио да влада Арабијом за њихов рачун. Неки извори наводе да му се власт простирала све до Наџрана, где је почињала власт јеменског владара Шамар Јахриша. У сваком случају 328. године његова владавина се завршила када је Ал-Хиру, седиште лахмидског краљевства, заузела персијска војска под краљем Шапуром II. Тада је Имру ел Каис убијен, а након краћег конфузног периода око 330. Наследио га је син Амр ибн Имру ел Кајс који ће постати персијски вазал и савезник.

## Владавина
Имру ел Каис ибн Амр је на власт дошао након смрти свог оца Амр ибн Адија кога је наследио на престолу. Он је сањао о стварању једне јединствене државе која би ујединила све Арапе, пратећи свој сан по доласку на престо започео је са његовом реализацијом. Схвативши да се уједињење не може постићи мирним путем кренуо је у стварање велике војске како би могао да своју валст наметне другим арапским племенима. Само стварање војске без подршке морнарице онемогићавало је ширење утицаја Лахмида на ширем простору Персијског залива, па је Имру ел Кајс ибн Амр увидевши то за кратко време створио моћну флоту која ће почети да крстари обалама Бахреина и контролисати поморску трговину са истока. Са овог положаја он је недуго зати започео са нападима на приобалне градове Ирана коаји се у то време налазио у грађанском рату због династичких сукоба око наслеђивања престола. Упади су били толико смели да је почео да гурожава и саму постојбину Сасанида, покрајину Фарс.
Након завршетка борбе за престо као победник је изашао Шапур II који је наследио престо, чиме је дошло до стабилизовања ситуације у Персији. По доласку на власт он се окренуо вођењу агресивније спољне политике према Арапима, и преузео поход против Лахмида.
Персијанци су 325. године предвођени Шапуром II, покренули поход против ове арапске краљевине. Када је Имру ел Кајс схватио да се моћна персијска војска састављена од 60 000 војника приближава његовом краљевсту, затражио је помоћ од Византијског царства. Констанције II је обећао да ће му помоћи, али није био у могућности да му ту помоћ пружи када му је била најпотребнија. Персијанцу су напредовали ка Хири, и у низу победоносних битака око града Хире и су самом граду као и у околним градовима.
Војска Шапура II је победила војску Лахмида и заузела њихову престоницу Хиру. Приликом тога, малади Шапур понео се веома насилно. Поставио је за владара Авс ибн Калама и повукао своју војску.
Имру ел Кајс је успео да побегне у Бахреин, поневши са собом свој сан о уједињењу арапских народа под њим, зати одлази у Сирију тражећи обећану помоћ од Констанција II која се никада није ни добио, тако да је тамо остао све до своје смрти. Са његовом смрћу завршио се сан о уједињеној арапској краљевини, и престао све до доласка ислама када се та идеја поново јавила. Након своје смрти, сахрањен је у граду Нимрах у Сиријској пустињи. Надгробни натпис на његовој гробници написан је изузетно сложеном врстом писма. Недавно се поново појавило интересовање за овај натпис и појавиле су се нове контроверзе у вези са његовим прецизним значењем. Сада је извесно да је Имру ел Кајс носио титулу “Краљ свих арапа” и да се у натпису такође тврди да је успешно водио поход широм читавог северног и централног дела Арабијсог полуострва, све до границе Наџрана.
Две године након његове смрти, тачније 330. године, избио је устанак против власти Авс ибн Калама који је том приликом убијен, а наследио га је на престолу сина Имру ел Кајса, Амр-а.

## Писани трагови
Ел Табари наводи да “он влада у име персијанаца у свим земљама Арапа у Ираку, Хиџазу и Месопотамији”. Имру ел Кајс је у свом епитафском натпису назван: “Краљ свих Арапа који су у валсти круне”, док је иста титула (краљ свих Арапа) била титула коју је носио краљ Хатре. Исти натпис наводи да је Имру ел Кајс владао простором чак до Наџрана и до простора одакле је почињала власт јеменског краља Шамар Јахриш-а. Неки научници су идентификовали “Имру ел Кајс ибн Амра” у неким јужно Арабијским натписима са тим наводима. У тим истим натписима његово име помиње се заједно са Шамар Јахришом који је владао краљевином Химјар.
Епитаф, Намара натпис је један од првих примера Арапског језика.